# Центральна мечеть Алмати
Центральна мечеть міста Алмати (каз. Алматы қаласының орталық мешіті) ― найбільша мечеть Алмати та одна з найбільших мечетей Казахстану. Розрахований на 7000 віруючих, він був побудований на місці старої мечеті, яка датується 1890 роком і загорілася в 1987 році.

## Культурна спадщина
22 грудня 2006 року Національний банк Казахстану випустив в обіг монету «Центральна мечеть» (якість «пруф») номіналом 500 тенге із срібла 925 проби тиражем 4000 штук з метою сприяти розширенню розуміння всієї культури Казахстану, сприяти уявленню релігії, як мирного моральне самовдосконалення особистості. На аверсі монети зображено герб Казахстану та розділені точками написи по колу «500 ТЕҢГЕ», «ҚАЗАҚСТАН РЕСПУБЛИКАСЫ» казахською мовою та «РЕСПУБЛИКА КАЗАХСТАН» російською мовою. На реверсі: у центрі — зображення мечеті на тлі гір та житлової споруди, у верхній частині — написи «ОРТАЛЫҚ МЕШІТ» та «ЦЕНТРАЛЬНАЯ МЕЧЕТЬ», товарний знак Казахстанського монетного двору та напис «АЛМАТЫ 2006», у нижній частині — напис «Ag 925 31,1 gr.».

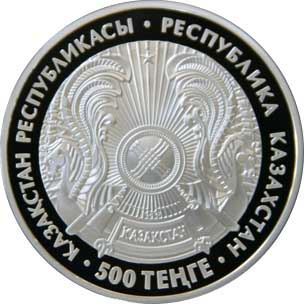
Аверс 500 тенгової монети, 2005 рік
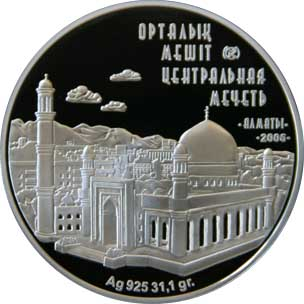
Реверс 500 тенгової монети, 2005 рік
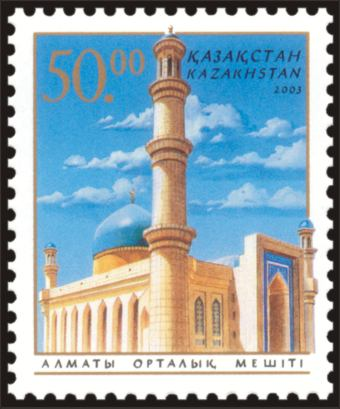
Поштова марка Казпошти 50 тенге, 2003 рік